# Pleasure of Molestation
Pleasure of Molestation è il primo EP del gruppo death metal svedese Hypocrisy, è stato pubblicato nel 1993 dalla Relapse.
Tutte le tracce sono state ri-registrate per il secondo album in studio della band. Mentre, sono state incluse in questa versione come bonus track nella ristampa di Osculum Obscenum del 1996.

## Tracce
1. Pleasure of Molestation – 4:38
2. Exclamation of a Necrofag – 5:10
3. Necronomicon – 4:14
4. Attachment to the Ancestor – 5:27

## Formazione
- Masse Broberg - voce
- Peter Tägtgren - chitarra
- Mikael Hedlund - basso
- Lars Szöke - batteria